# Anangama
Anangama – w wierzeniach ludu Baule z Wybrzeża Kości Słoniowej bóstwo, brat boga Njambe. Na polecenie swego boskiego brata sporządził długi łańcuch zakończony dwiema pętlami, po którym opuszczali parami ludzi i zwierzęta. Następnie Anangama zstąpił z nieba i nauczył ludzi rzemiosł.